# Hoheit (Anrede)
Hoheit ist eine Anrede an eine fürstliche Persönlichkeit, die in der schlichten Form regierenden deutschen Herzögen zustand und – angereichert mit dem Zusatz kaiserliche oder königliche – für Angehörige entsprechend regierender (oder vormals regierender) Häuser verwendet wurde bzw. von manchen Kreisen noch verwendet wird.

## Die Anrede „Hoheit“
Spätmittelhochdeutsch gab es hôchheit (mitteldeutsch hôcheit) „Hoheit, Erhabenheit“, frühneuhochdeutsch noch bis ins 17. Jahrhundert hochheit, bevor es die heutige Form annahm.
Bei dem Gebrauch des Wortes als Anrede handelt es sich um die Eindeutschung der französischen Anrede „Altesse“; diese war – in verschiedenen Abstufungen („Royale“, „Sérénissime“) – für Angehörige regierender Häuser üblich, als seit der zweiten Hälfte des 17. Jahrhunderts die französische Sprache zur lingua franca des europäischen Adels und der Diplomatie wurde. Zuvor waren in der deutschen Sprache für fürstliche Personen Anreden wie Hochgeboren oder Durchlaucht üblich, während Majestät seit dem Mittelalter die Anrede für den Kaiser und seit dem 16. Jahrhundert auch für Könige ist. (Die häufig in Presse oder Fernsehen anzutreffende Aussage „die Königliche Hoheit...“ mit Bezug auf die Person eines Monarchen oder einer Monarchin ist daher eindeutig falsch – außer wenn es sich um den Großherzog von Luxemburg handelt.)
In der deutschen Variante beschränkte sich die Anrede Hoheit zunächst auf Prinzen und Prinzessinnen aus königlichen Häusern. Seit 1844 nannten sich auch regierende Herzöge im Deutschen Bund und ab 1871 im Deutschen Kaiserreich so. Entsprechungen in anderen Sprachen lauten Highness (englisch), Altezza (italienisch) und Alteza (spanisch).
Folgende Abstufungen sind zu unterscheiden:
- Kaiserliche und Königliche Hoheit für
  - die Erzherzöge von Österreich (Haus Habsburg-Lothringen)
  - den Kronprinzen des Deutschen Reiches und von Preußen 1871–1918. Nach dem Tod des letzten Kronprinzen 1951 übernahm sein Sohn (und Nachfolger als Chef des Hauses Hohenzollern) Louis Ferdinand von Preußen diese Anrede (nicht amtlich, sondern gesellschaftlich), nach eigenem Bekunden aber nicht aus monarchistischem Ehrgeiz, sondern aus Respekt für die – durch die deutsche Reichsgründung erreichte – historische Einheit der Deutschen.
  - die Prinzen von Brasilien (Haus Orléans-Braganza)
- Kaiserliche Hoheit für
  - die Großfürsten von Russland (Haus Romanow)
  - die Prinzen Napoléon (Haus Bonaparte)
- Königliche Hoheit für
  - die Prinzen/Prinzessinnen aus aktuell oder vormals regierenden Königshäusern. Für Großbritannien: → HRH (Anrede).
  - in Deutschland die Prinzen/Prinzessinnen von Preußen, Bayern, Württemberg, Sachsen (albertinische Linie) und Hannover (also Angehörige der – neben den Habsburgern – vormals regierenden deutschen Königshäuser)
  - regierende Großherzöge innerhalb und außerhalb des Deutschen Reiches (bis heute im Großherzogtum Luxemburg)
  - die Chefs der vormals regierenden großherzoglichen Häuser Deutschlands Mecklenburg, Oldenburg, Baden, Sachsen-Weimar-Eisenach und Hessen-Darmstadt (Haus Hessen)
  - den Herzog von Sachsen-Coburg und Gotha und seine Familie (seit 1893)
(Als regierende Landesfürsten herzoglichen Ranges hatten die Coburger nur Anrecht auf das Prädikat Hoheit. Da aber mit Alfred 1893 ein Sohn der britischen Königin Victoria und ihres Gemahls Albert von Sachsen-Coburg und Gotha den Coburg-Gothaer Thron bestieg, stand ihm und seinen Angehörigen die Anrede Königliche Hoheit als britische Prinzen zu.)

- Großherzogliche Hoheit für
  - nicht regierende Mitglieder (Agnaten) großherzoglicher Häuser (Luxemburg, Mecklenburg, Oldenburg, Hessen(-Darmstadt), Baden und Sachsen-Weimar-Eisenach)

- Hoheit für
  - Regierende Herzöge des Deutschen Bundes bzw. Reiches sowie die Angehörigen ihrer Häuser (Nassau, Anhalt, Sachsen-Altenburg, Sachsen-Meiningen)
  - den Fürsten von Hohenzollern-Sigmaringen und dessen Gemahlin (infolge königlich preußischer Verleihung im Einzelfall), die anderen Familienmitglieder der Schwäbischen Hohenzollern wurden als Durchlaucht angeredet.

- Durchlaucht ist die Anrede für
  - Regierende und nicht regierende Fürsten sowie die Prinzen/Prinzessinnen ihrer Häuser (etwa bis heute in Liechtenstein und Monaco)

Hingegen standen morganatischen Ehepartnern von Königen, königlichen Prinzen, Großherzögen oder Herzögen entsprechende Anreden nicht zu, sie erhielten stattdessen rangniedrigere Morganatentitel mit entsprechenden Anreden. Gleiches galt auch für die übrigen Agnaten solcher Häuser, sofern sie nicht den Hausgesetzen entsprechend heirateten oder derartigen Verbindungen (Mesalliancen) entstammten. Noch im 20. Jahrhundert verloren etwa eine Reihe von Prinzen aus dem Hause Bernadotte aus diesem Grunde ihre Titel.

## Heutiger Gebrauch
Nach der Novemberrevolution 1919 wurden in Deutschland die Vorrechte des Adels abgeschafft, einschließlich der Adelsbezeichnungen und Titel, welche in Bestandteile des Familiennamens überführt wurden. Dies wurde in Artikel 109 der Weimarer Verfassung festgeschrieben, welcher nach Art. 123 GG bis heute fortwirkt. Somit ist „Hoheit“ in Deutschland keine offizielle Anrede mehr, wird in Adelskreisen als Höflichkeit oder Respektbezeugung für die Angehörigen entsprechender Häuser des Hochadels noch verwendet. Auf Briefköpfen ist es dabei üblich, die Anreden in der Zeile über den Namen in abgekürzter Version anzubringen, etwa S.K.H. (für Seine Königliche Hoheit) bei männlichen Adressaten oder I.K.H. bei weiblichen. Bei Ehepaaren ist zur Markierung des Plurals die Dopplung der Buchstaben der weiblichen Variante gebräuchlich, also etwa die Abkürzung I.I.K.K.H.H. für „Ihre Königlichen Hoheiten“.
Für den Österreichischen Adel gilt das Adelsaufhebungsgesetz von 1919, das die vormaligen Adelstitel sogar als Namensbestandteile tilgte. Vergleichbares gilt etwa für den böhmischen oder italienischen Adel; der private Gebrauch blieb davon unberührt. In den existierenden Monarchien sind die Anreden hingegen bis heute obligatorisch oder zumindest allgemein üblich und zumeist auch in den Pässen der Mitglieder der Königshäuser eingetragen. Näheres über die Berechtigung zum Gebrauch regeln die jeweiligen Hausgesetze.